# Smerfy (film)
Smerfy (ang. The Smurfs) – amerykański film fabularno-animowany z 2011 roku w reżyserii Rai Gosnella. Występują w nim postacie stworzone przez Peyo, ale scenariusz filmu nie pokrywa się z treścią żadnego z wydań jego komiksu. Film łączy technikę animacji trójwymiarowej CGI z grą prawdziwych aktorów, jego kontynuacja Smerfy 2 pojawiła się w 2013 roku, a trzecia część Smerfy: Poszukiwacze zaginionej wioski pojawiła się w 2017 roku.

## Fabuła
Rodzinka smerfów wiedzie sobie w miarę spokojny żywot w swojej wiosce ukrytej w lesie. Niespodziewanie zły czarodziej Gargamel (Hank Azaria), za sprawą magicznego portalu, doprowadza do ucieczki smerfów z ich wioski. Papa Smerf i jego podopieczni przypadkiem lądują w hałaśliwym i chaotycznym miejscu, którego ich błękitne rozumy nie potrafią zrozumieć – w Nowym Jorku, gdzie trafiają one prosto do Central Parku. To jednak nie koniec ich przygód – w tym całkowicie nowym dla siebie świecie muszą zrobić wszystko, co w ich mocy, by jak najszybciej odnaleźć drogę powrotną do domu. Z pomocą smerfnej rodzinie przychodzi młoda para Grace (Jayma Mays) i Patrick (Neil Patrick Harris) Winslowowie. Cały czas tropi ich odwieczny wróg – Gargamel, któremu przez lata nie minął gniew i nie spocznie, aż na dobre nie rozprawi się ze smerfami.

## Obsada
| Rola | Aktor               | Polski dubbing         |
| --- | ------------------- | ---------------------- |
| Ludzie |                     |                        |
| Patrick Winslow | Neil Patrick Harris | Waldemar Barwiński     |
| Grace Winslow | Jayma Mays          | Agnieszka Fajlhauer    |
| Gargamel | Hank Azaria         | Jerzy Stuhr            |
| Odile | Sofía Vergara       | Agata Gawrońska-Bauman |
| Henri | Tim Gunn            | Marek Robaczewski      |
| Smerfy |                     |                        |
| Papa Smerf | Jonathan Winters    | Andrzej Gawroński      |
| Smerfetka | Katy Perry          | Małgorzata Socha       |
| Śmiałek | Alan Cumming        | Grzegorz Pawlak        |
| Maruda | George Lopez        | Zbigniew Konopka       |
| Ciamajda | Anton Yelchin       | Grzegorz Drojewski     |
| Ważniak | Fred Armisen        | Dariusz Błażejewski    |
| Laluś | John Oliver         | Tomasz Robaczewski     |
| Zgrywus | Paul Reubens        | Krzysztof Szczerbiński |
| Wersja polska: Start International Polska Reżyseria i teksty piosenek: Marek Robaczewski Dialogi polskie: Bartosz Wierzbięta Dźwięk i montaż: Janusz Tokarzewski Kierownictwo produkcji: Elżbieta Araszkiewicz W pozostałych rolach: Jacek Brzostyński (Smerf Narrator), Aleksander Mikołajczak (Smerf Kucharz), Justyna Bojczuk, Olga Zaręba, Martyna Sommer, Beniamin Lewandowski, Bernard Lewandowski, Joanna Borer, Magdalena Krylik, Joanna Kudelska, Beata Łuczak, Elżbieta Piwek, Marta Zgutczyńska, Marek Bocianiak, Grzegorz Kwiecień, Cezary Nowak, Tomasz Steciuk, Paweł Szczesny, Jakub Szydłowski, Maciej Więckowski, Janusz Wituch, Leszek Zduń |                     |                        |

## Odbiór krytyczny
Film spotkał się z negatywnym odbiorem krytyków; serwis Rotten Tomatoes w oparciu o opinie ze 116 recenzji przyznał mu wynik 22%, co oznacza „zgniły”; średnia ocena filmu to 4/10.